# فيلي سميث (لاعب كرة قدم أمريكية)
فيلي سميث (بالإنجليزية: Willie Smith)‏ هو لاعب كرة قدم أمريكية أمريكي، ولد في 6 أغسطس 1964 في جاكسونفيل في الولايات المتحدة.

## وصلات خارجية
- فيلي سميث على موقع مرجع كرة القدم المحترفة.كوم (الإنجليزية)
- فيلي سميث على موقع JustSportsStats.com (الإنجليزية)
- فيلي سميث على موقع كلية كرة القدم في سبورتس رفرنس.كوم (الإنجليزية)